# Aydınspor 1923
Aydınspor 1923 ist ein türkischer Fußballverein aus der Stadt Aydın und der gleichnamigen westtürkischen Provinz Aydın und wurde ursprünglich unter dem Namen Aydın Belediyespor als Betriebssportverein der Stadtverwaltung gegründet. Während das Gründungsjahr dieses Vereins nicht bekannt ist, wurden bei der Gründung die Vereinsfarben als blau-weiß festgelegt. Im Sommer 2009 stieg der bekannteste und erfolgreichste Verein der Provinz, Aydınspor, hochverschuldet aus der TFF 3. Lig ab und verabschiedete sich vom türkischen Profifußball. Zeitgleich zu diesem Abstieg von Aydınspor änderte Aydın Belediyespor seinen Namen in Aydınspor 1923 und übernahm die Vereinsfarben sowie das Logo von Aydınspor. Ob diese Namensänderung und Angleichung zu Aydınspor mit den Verantwortlichen des Vereins abgesprochen war oder ob eine eigenständige schleichende Vereinsübernahme bezweckt werden sollte, ist bisher nicht bekannt. Deshalb handelt es sich bei Aydınspor 1923 um einen anderen Verein als Aydınspor. In der Saison 2012/13 stieg der Verein in die TFF 2. Lig auf.

## Geschichte

### Gründung
Der Verein wurde 1993 durch die Übernahme des Vereines Çine Topçamspor unter dem Namen Aydın Belediye Spor Kulübü (deutsch Sportklub der Stadtverwaltung von Aydın) vom damaligen Bürgermeister als Betriebssportverein der Stadtverwaltung gegründet. Nach der Vereinsgründung spielte der Verein lange Zeit in den regionalen Amateurligen.

### Namensänderung auf Aydınspor 1923
Im Sommer 2009 stieg der bekannteste und erfolgreichste Verein der Provinz, Aydınspor, hochverschuldet von der TFF 3. Lig ab und verabschiedete sich vom türkischen Profifußball. Zeitgleich zu diesem Abstieg von Aydınspor änderte Aydın Belediyespor seinen Namen in Aydınspor 1923 und übernahm nebenher sowohl die Vereinsfarben als auch nahezu unverändert das Logo von Aydınspor. Im Logo wurde lediglich das Gründungsjahr von Aydınspor, 1965, durch die Zahl, 1923, ersetzt. Was dieser numerische Namenszusatz symbolisieren soll, ist unbekannt.
Ob diese Namensänderung und Angleichung zu Aydınspor mit den Verantwortlichen des Vereins abgesprochen war oder eine eigenständige schleißende Vereinsübernahme bezweckt wird, ist nicht vollständig bekannt. Im türkischen Fußball sind derartige Namensänderungen oft anzutreffen und haben verschiedene Gründe. Einerseits versuchen hochverschuldete Vereine sich durch das Aufkaufen und anschließende Umbenennen finanziell zu sanieren. So stieg beispielsweise der türkische Traditionsverein Göztepe Izmir zum Sommer 2007 aus dem türkischen professionellen Fußballbetrieb hochverschuldet ab. Anschließend kaufte der Mäzen Imam Altınbaş die in der TFF 3. Lig befindliche Fußballabteilung des Aliağa Belediyespors auf und nannte den Verein Göztepe A. Ş. um. In anderen Fällen versuchen die Verantwortlichen von anderen Vereinen einen größeren angeschlagenen Verein in solchen Situationen über einen größeren Zeitraum zu übernehmen, obwohl der ehemals größere Verein noch existiert und in einer unteren Liga spielt. Dieser Fall trifft z. B. für Yeni Malatyaspor zu. Trotz mehrmaliger Verwarnungen vom türkischen Fußballverband, wird seitens Yeni Malatyaspor fortwährend versucht Malatyaspor zu übernehmen. Eine weitere oft anzutreffende Fall ist, dass ein ehemaliger Verein sich auflöst und dann ein anderer Verein mit einer neuen Verwaltung dessen Nachfolge antritt. Da der türkische Fußballverband exakte Namensübernahmen verbietet, gehen die betroffenen Vereine dazu über zu dem alten Vereinsnamen neue Namenszusätze wie Yeni (dt.: Neues), Belediye (dt.: Stadtverwaltung) oder wie im Fall von Aydınspor 1923 eine Zahl wie 1923 hinzuzufügen. Welcher dieser genannten Fälle auf Aydınspor 1923 zutrifft, ist nicht bekannt.

### Die ersten Jahre
Nach der Namensänderung erreichte der Verein in der Viertligasaison 2012/13 die Meisterschaft der Liga und stieg damit in die TFF 2. Lig auf.

## Erfolge
- Meisterschaft der TFF 3. Lig: 2012/13
- Aufstieg in die TFF 3. Lig: 2012/13

## Ligazugehörigkeit
- 3. Liga: 2013–2017
- 4. Liga: 2011–2013, seit 2017
- Regionale Amateurligen: bis 2011